# Platax
Genre
Platax (les platax en français) est un genre de poissons marins de la famille des Ephippidae.

## Description
Ce sont de grands poissons tropicaux à la forme très aplatie latéralement ; la plupart des espèces peuvent atteindre plus de 60 cm de long. Ils peuvent être plus hauts que longs, avec une silhouette allant de l'ovale au triangle. Les nageoires dorsale et anale sont très développées, notamment chez les juvéniles. 

## Liste des espèces
Selon World Register of Marine Species (4 juin 2014) :
- Platax batavianus Cuvier, 1831 -- Région indonésienne, plus rare de Madagascar au Pacifique insulaire
- Platax boersii Bleeker, 1853 -- Région indonésienne
- Platax orbicularis (Forsskål, 1775) — Poule d'eau (Indo-Pacifique tropical)
- Platax pinnatus (Linnaeus, 1758) — Poisson chauve-souris (Région indonésienne)
- Platax teira (Forsskål, 1775) -- Indo-Pacifique tropical

Espèces fossiles :
- Platax altissimus Agassiz, 1842 †
- Platax macropterygious Agassiz, 1842 †
- Platax papilio Agassiz, 1842 †, appelé aussi Eoplatax papilio †
- Platax woodwardii Agassiz, 1842 †

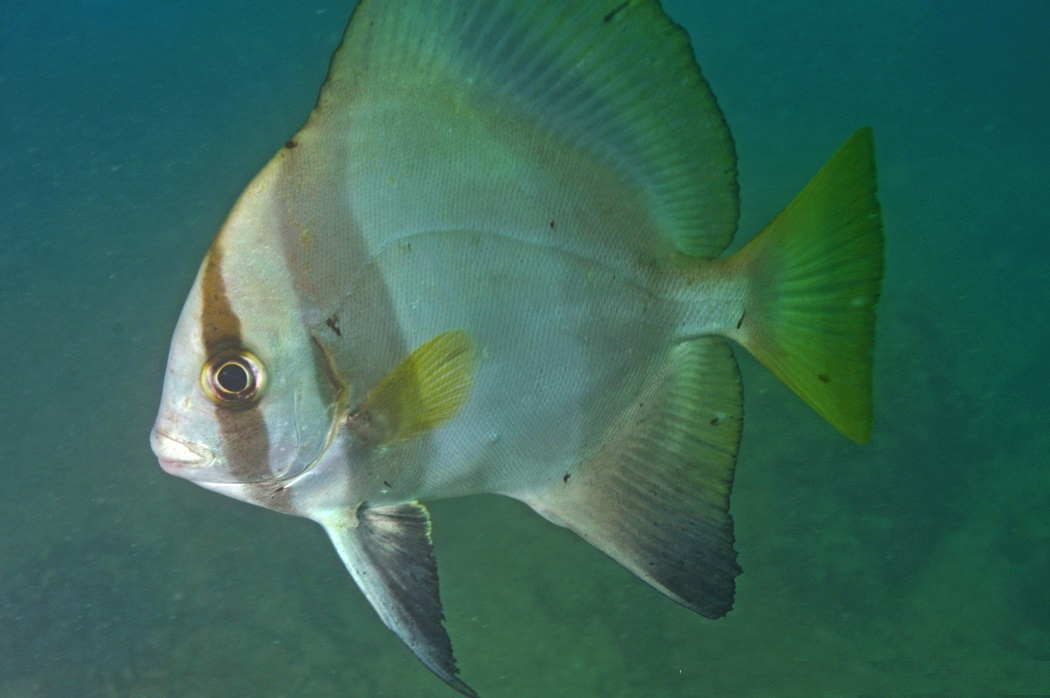
Platax batavianus
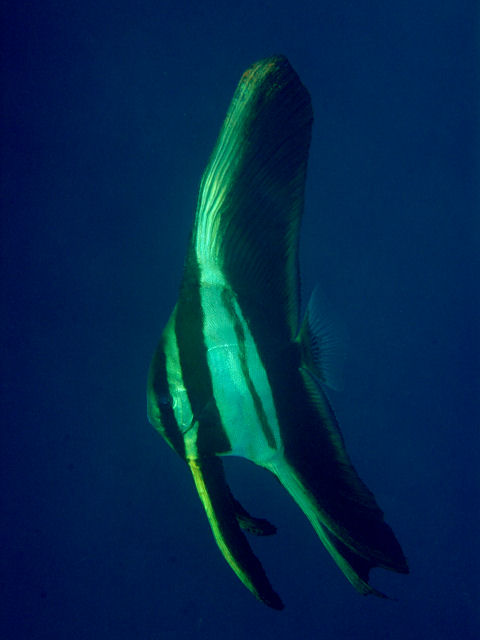
Platax boersii
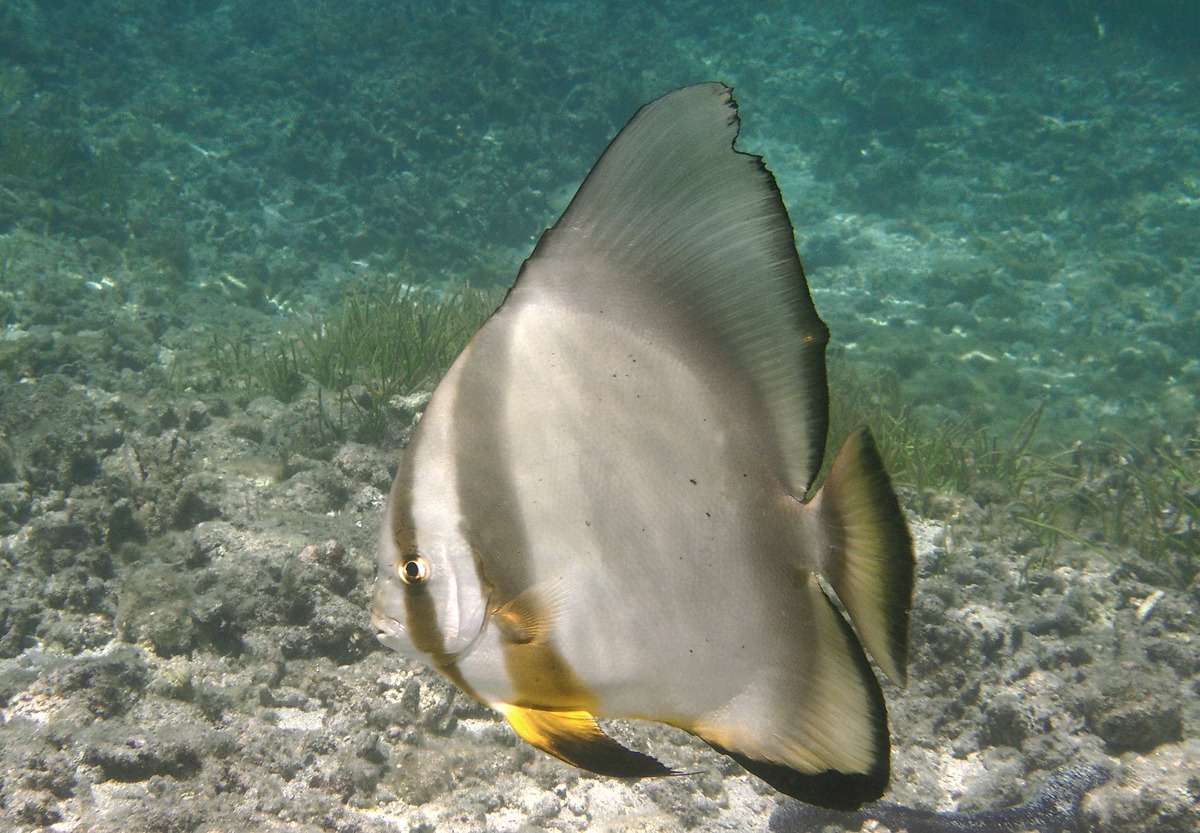
Platax orbicularis
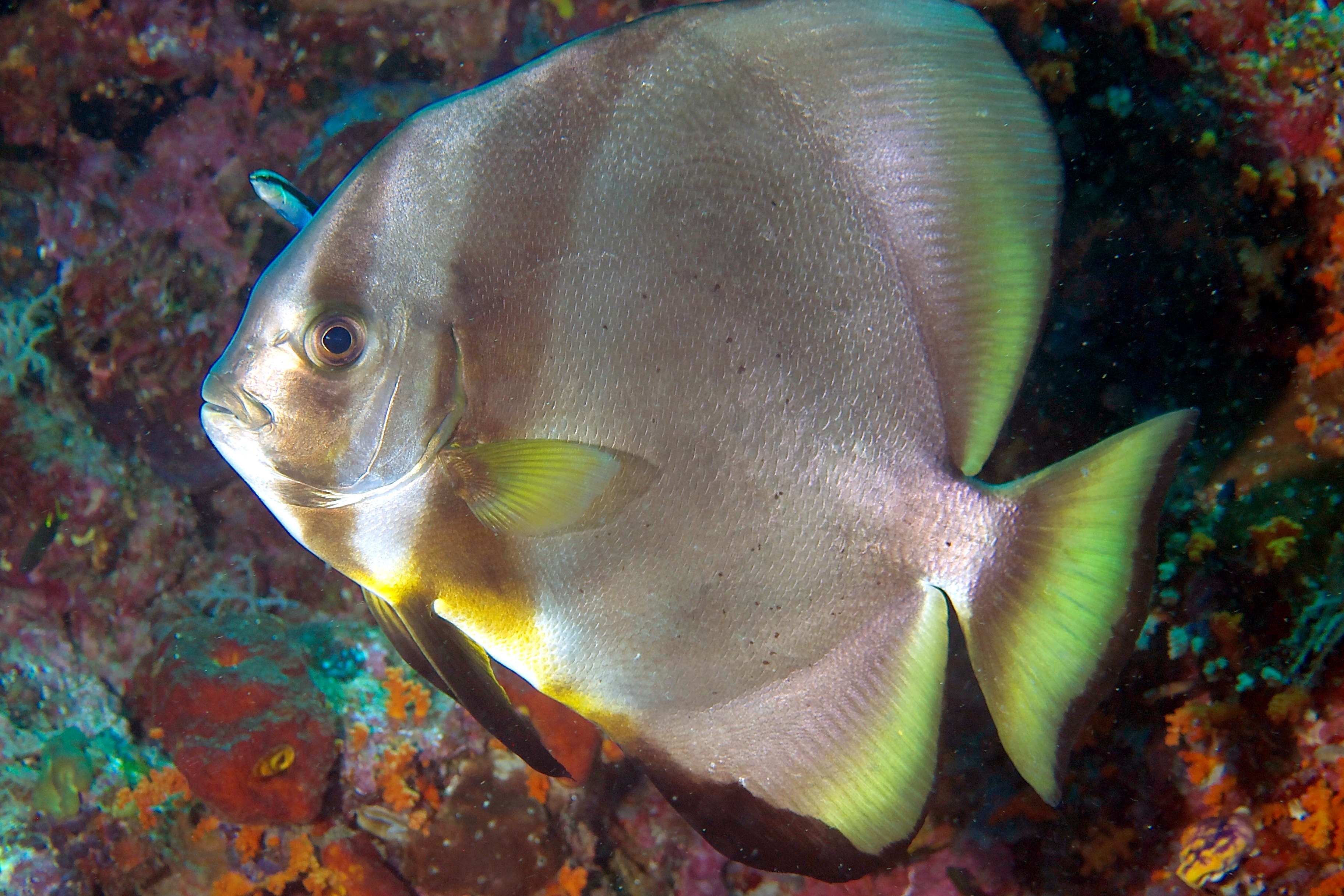
Platax pinnatus
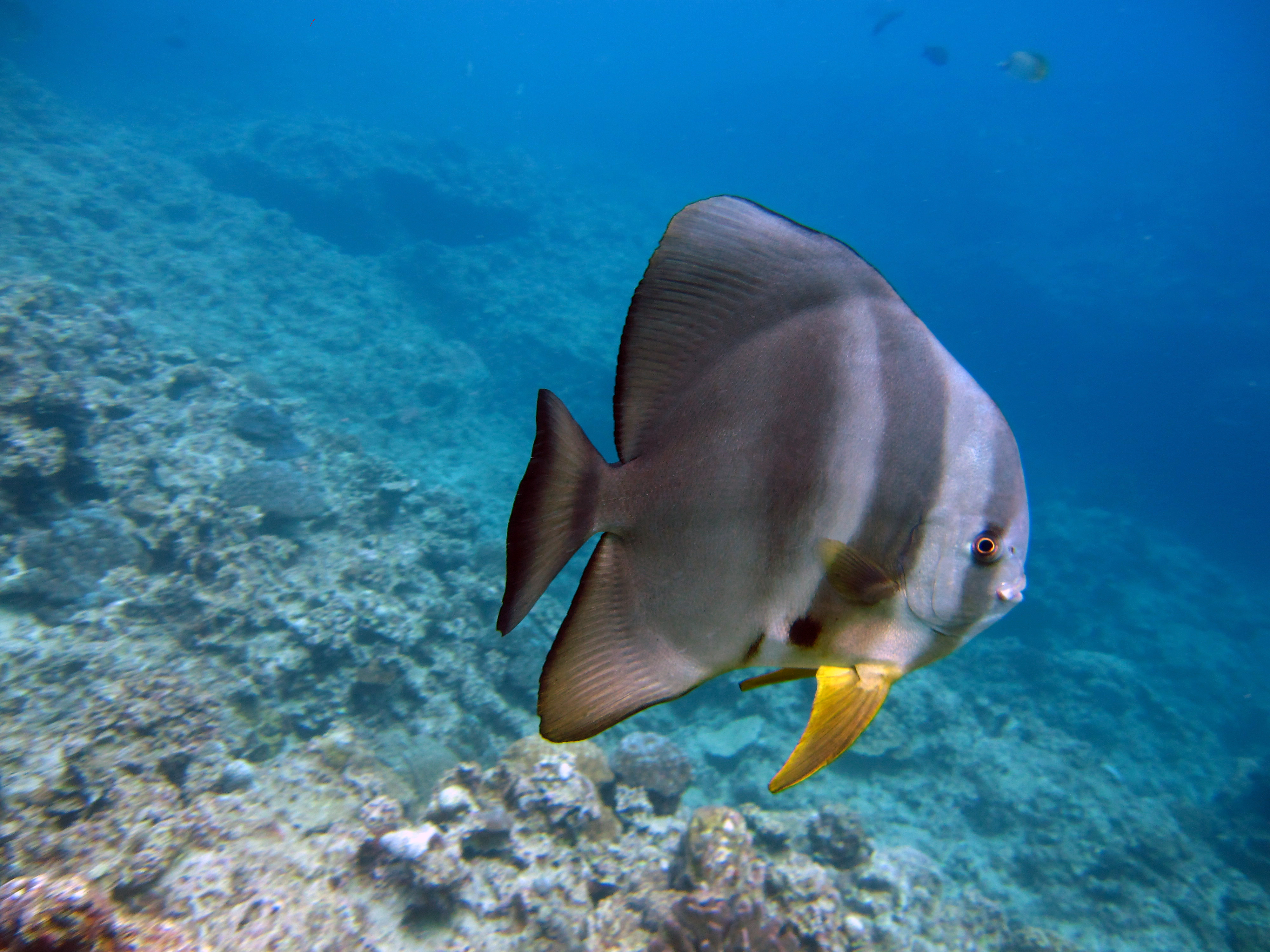
Platax teira

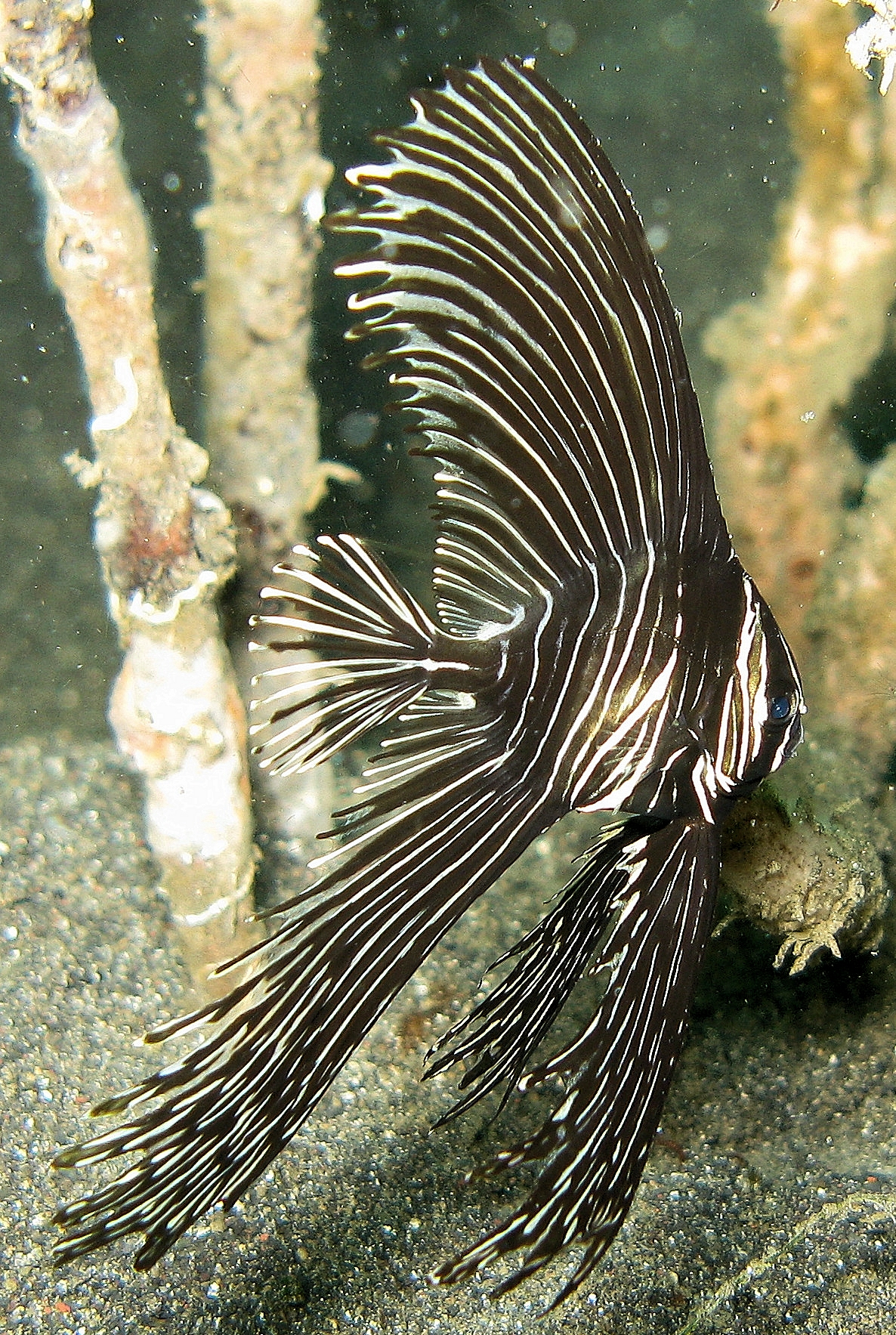
Platax batavianus juvénile
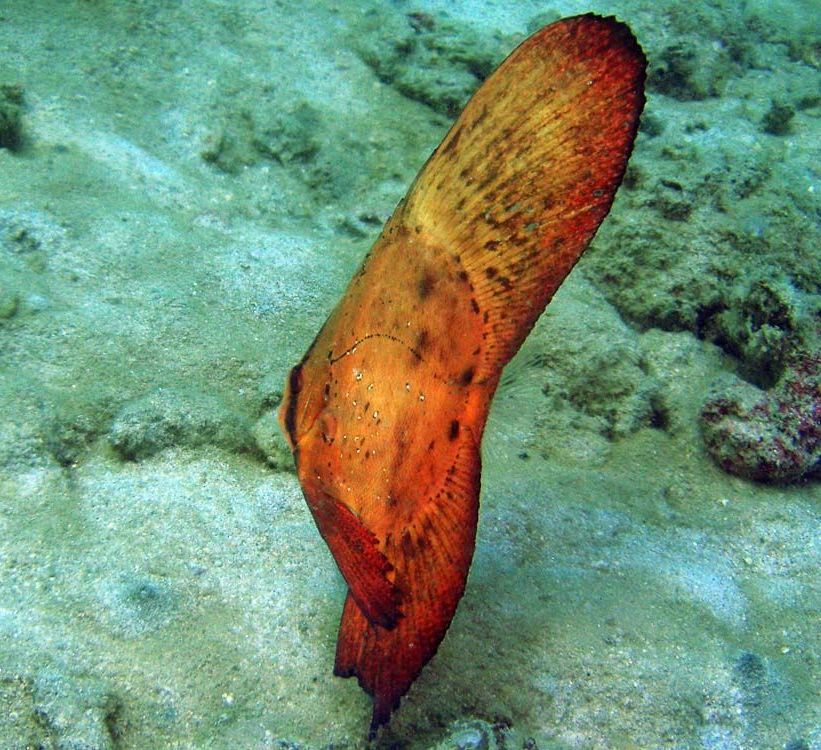
Platax orbicularis juvénile
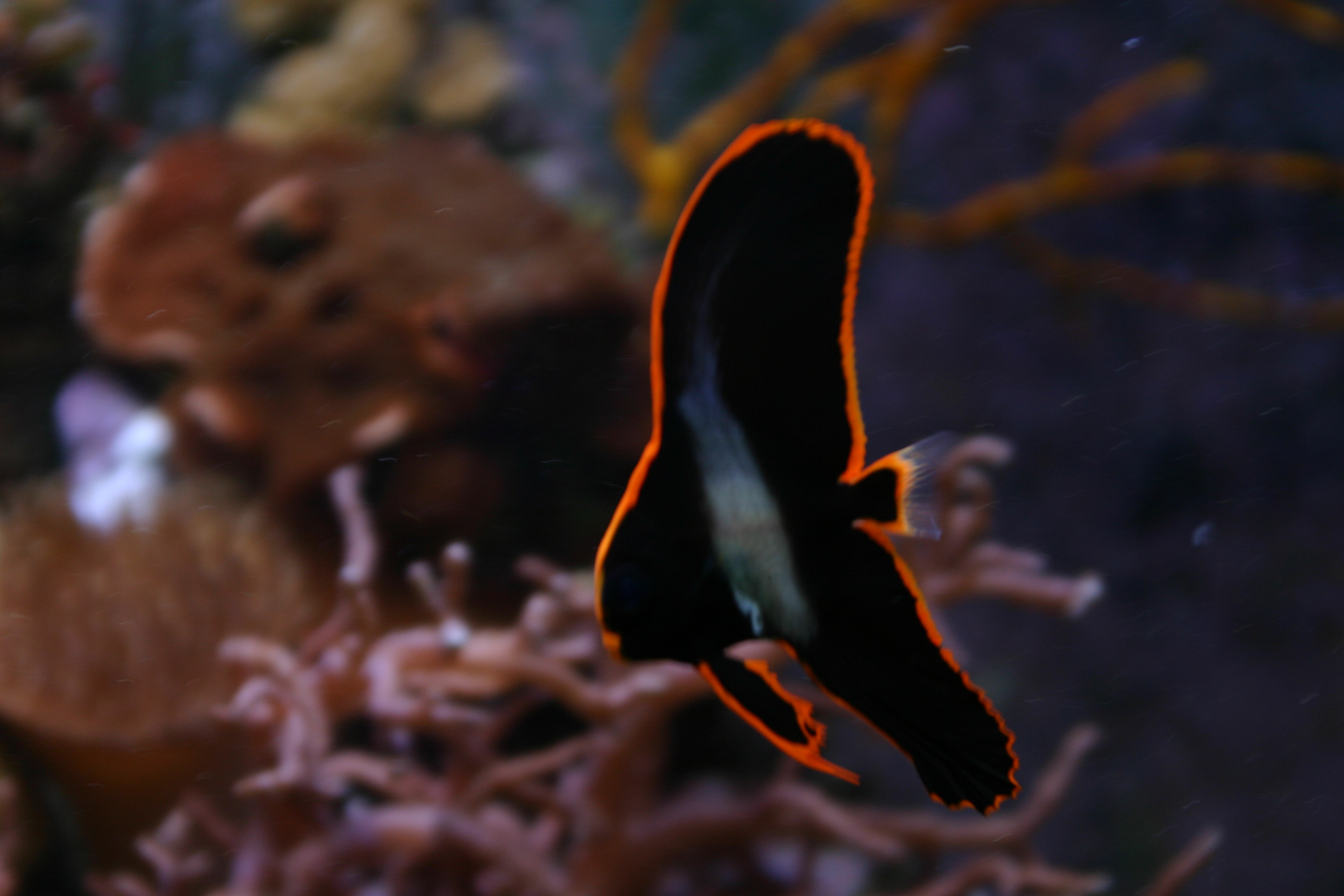
Platax pinnatus juvénile
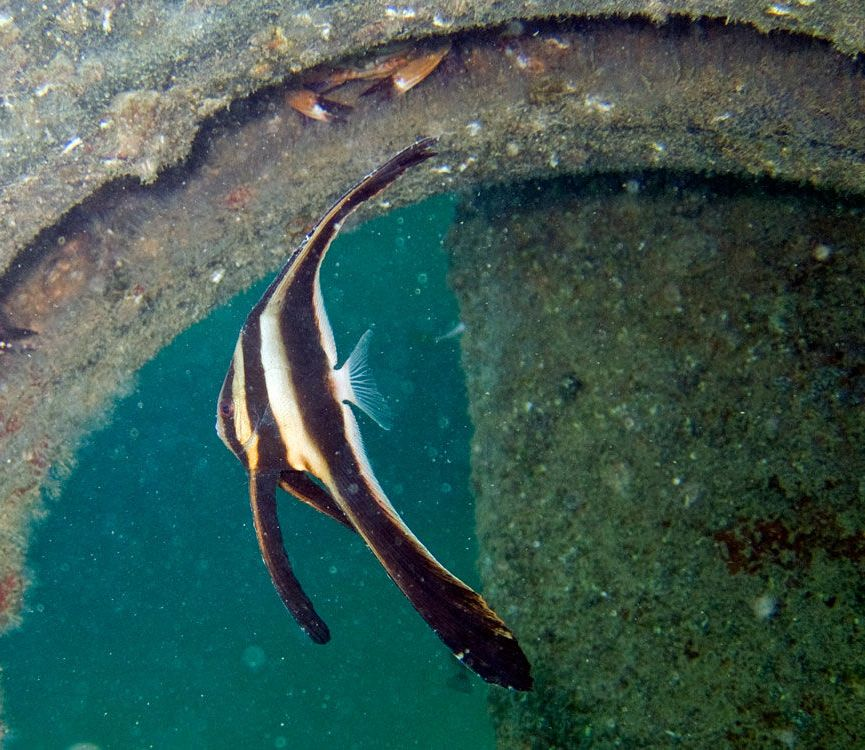
Platax teira juvénile
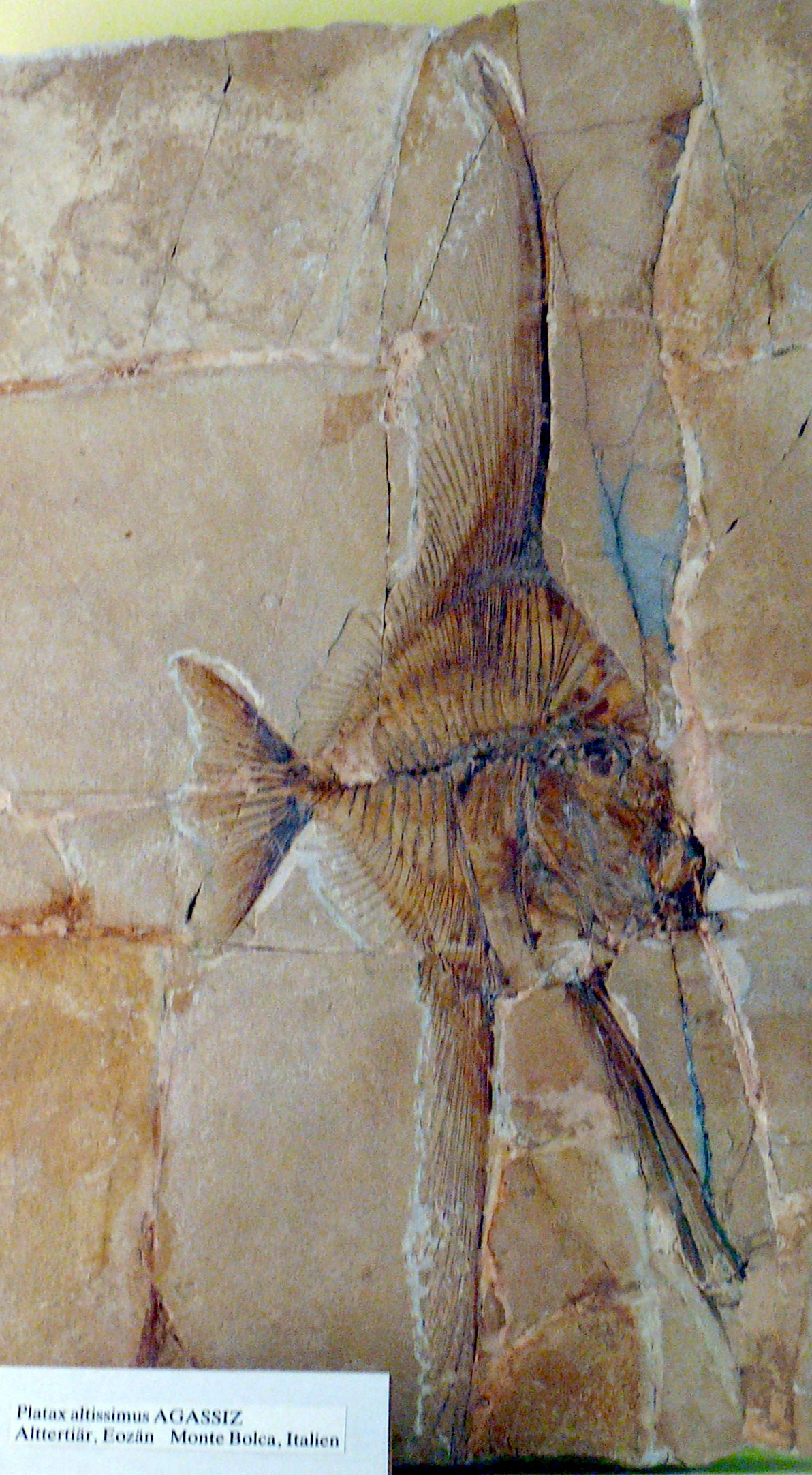
Platax altissimus (fossile)
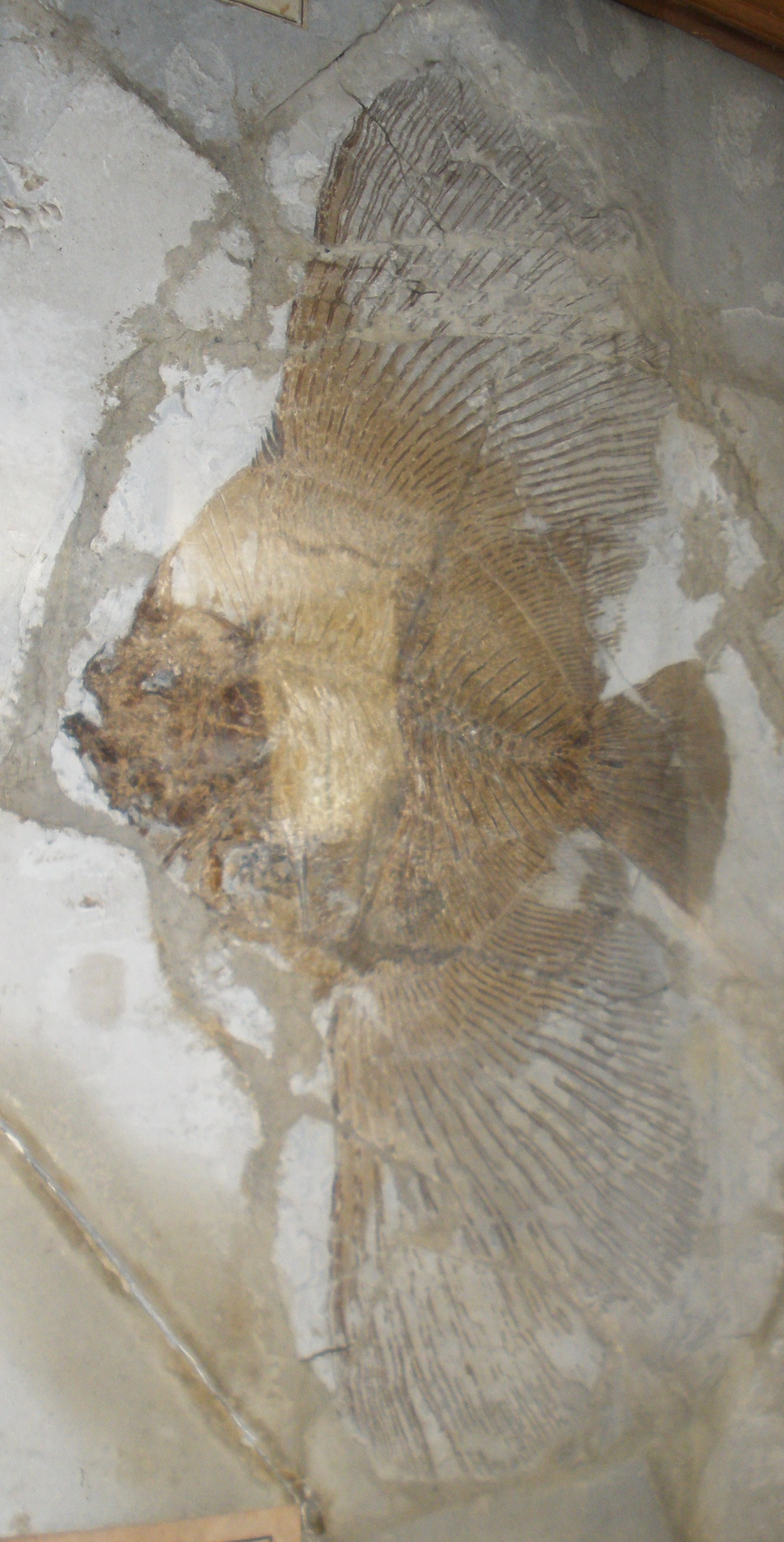
Platax macropterygius (fossile)